# Skärholmen Centrum
Skärholmen Centrum är ett köpcentrum beläget i Skärholmen i sydvästra Stockholm. Under 2013 hade köpcentrumet 15 miljoner besökare och omsatte 1,8 miljarder kronor. I närheten ligger också Kungens kurva, med bland annat världens näst största IKEA-varuhus, vilket gör området det största externa shoppingområdet i Norden.

## Historia

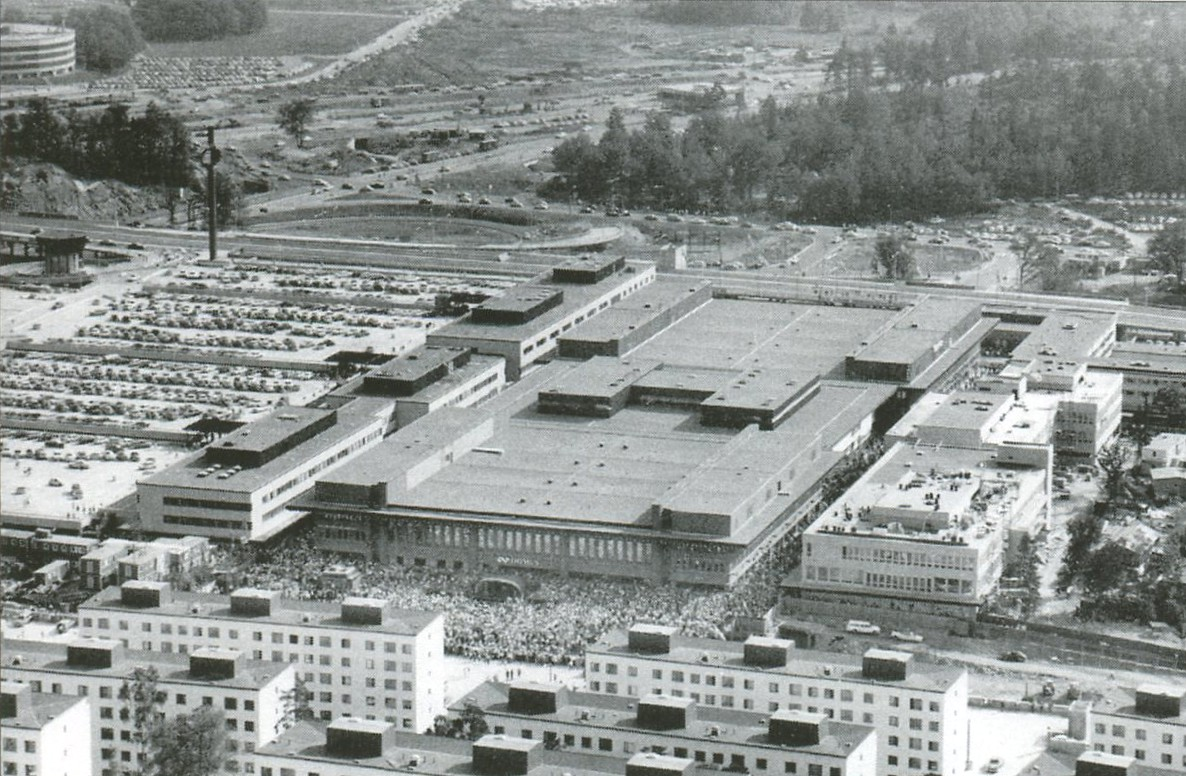
Skärholmens centrum, invigningen 1968.

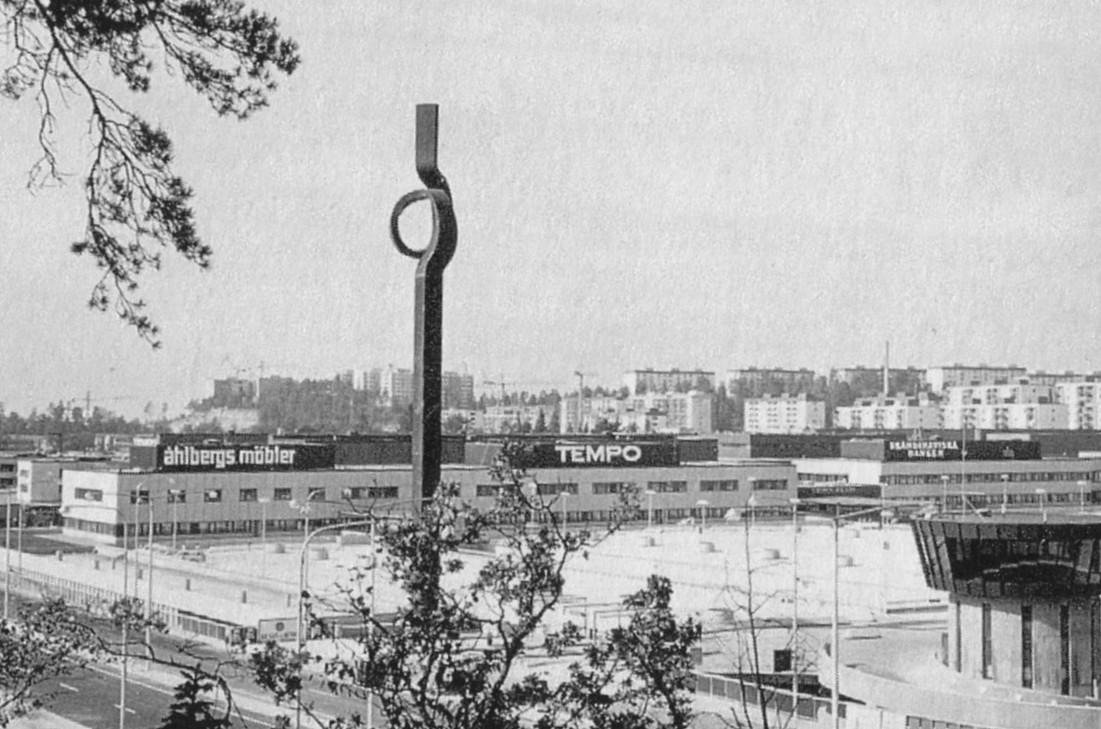
P-huset och Vridande moment 1968.

År 1964 uppdrogs åt det kommunala bostadsbolaget Svenska bostäder att låta projektera och bygga Skärholmens centrum. Målet var att skapa lokaler för ett mångsidigt utbud av varor och tjänster. Det skulle även finnas plats för religiösa och kulturella aktiviteter. Skärholmen med sin nya centrumanläggning skulle bli regioncentrum för sydvästra Stockholm och planeringen följde principerna för ABC-staden. Den 8 september 1968 invigdes Skärholmen och Skärholmens centrum av Prins Bertil. När gallerian öppnades var det Stockholms största förortscentrum som hade egen biograf (Vågen) och senare även två kyrkor (Mikaelikyrkan och Skärholmens kyrka).
Anläggningen var då ett helt öppet centrum med traditionell gatubildning och gångstråk som hade ritats av Boijsen & Efvergren arkitektkontor i en senare kritiserad betongarkitektur. I centrum byggdes för alla shoppande ett stort parkeringshus i fyra plan för 4 000 bilar. Anläggningen blev norra Europas största parkeringshus. Så många bilar blev det aldrig i Skärholmen, och en del av parkeringshuset har senare använts av Skärholmens loppmarknad (år 2005 flyttad till närbelägna Vårbergs centrum). 1984 glasades Storholmsgatan, Byholmsgången och Lillholmsgången in. Detta var en stor förändring och Skärholmen bytte delvis skepnad från utomhus- till inomhuscentrum. 
Under åren 1973 till 1975 kompletterades Skärholmstorget mot ost av det så kallade Gula huset med sin karakteristiska gula fasadfärg och burspråksliknande fönster. Huset uppfördes av Svenska bostäder efter ritningar av arkitekt Hans Borgström. Borgström hade tidigare ritat Domusvaruhuset i centrum.
Centrumet förvärvades av fastighetsbolaget Boultbee i samband med en större utförsäljning av köpcentrum ägda av Stockholms stad sommaren 2007. Efter ekonomisk turbulens övertogs Skärholmens centrum och flera andra köpcentrum kontrollerade av Boultbee av banken Royal Bank of Scotland som hade stora utestående lån till Boultbee.  RBS äger och driver köpcentrumet via dotterbolaget SKHLM Skärholmen Centrum AB. 

### Förnyelse
Under 2005-2008 genomgick gallerian en stor om- och tillbyggnad vilket resulterade i att anläggningen vid färdigställandet var den då största gallerian i Sverige, sett till antalet butiker, ungefär 200-250 stycken. I tillbyggnaden etablerades bland annat Systembolaget och två stora, konkurrerande matvaruhus. Förnyelsen av dåvarande Skärholmen Centrum inleddes 2005. 1,8 miljarder avsattes för att förvandla Skärholmen Centrum till Shoppingstaden med invigning lagom till 40-årsdagen i september 2008. Efter ombyggnaden stod dock många lokaler i gallerian tomma.
Under hösten 2009 tog gallerian bort de gratis parkeringsplatser som kunder tidigare erbjudits vilket orsakade protester både bland gallerians kunder och hyresgäster. Efter att gallerian tappat märkbart i intäkter i samband med färre besök valde man efter ett par månader, under våren 2010, att åter införa gratis parkering under viss tid för shoppande kunder.
Tillbyggnaden från 2008 kunde bara nås via torget eller parkeringsgaraget vilket ansågs vara en nackdel för kundflödet. Därför pågick mellan 2015 och 2017 byggarbeten med målet att knyta ihop centrumanläggningens gamla del med tillbyggnaden från 2008. Resultatet blev ett shoppingstråk som invigdes i december 2017. 

### Bilder från då och nu
| Prins Bertil inviger Skärholmens centrum (här på torget) den 8 september 1968. Till höger syns samma plats fyrtio år senare. |  | Prins Bertil inviger Skärholmens centrum (här på torget) den 8 september 1968. Till höger syns samma plats fyrtio år senare. |
| Prins Bertil inviger Skärholmens centrum (här på torget) den 8 september 1968. Till höger syns samma plats fyrtio år senare. |  | |

### Namnbyten
Gallerian bytte i samband med 40-årsfirandet den 8 september 2008 namn från Skärholmens centrum till det nya SKHLM - The Capital of Shopping efter att man under en kort tid hetat Shoppingstaden Skärholmen. Inget av de nya namnen visade sig vara populära, speciellt inte bland de boende i området. "Skhlm" är en förkortning för Skärholmen, som en travesti på "Sthlm", den vanliga förkortningen för Stockholm. Namnbytet skedde efter att köpcentrumet förvärvades av Boultbee från av Stockholms stad. I folkmun lyckades det nya namnet inte slå igenom och de flesta refererar fortfarande till anläggningen som Skärholmen centrum vilket gjorde att man under början av 2010[källa behövs] åter bytte namn, den här gången tillbaka till just Skärholmen centrum. När Boultbee gick in i en kris 2011, tog Royal Bank of Scotland över ägandet. I slutet av 2016 ägs centrumanläggningen av brittiska Grosvenor, finska Varma och sydkoreanska National Pension Service (NPS).

## Centrumanläggningen och torget

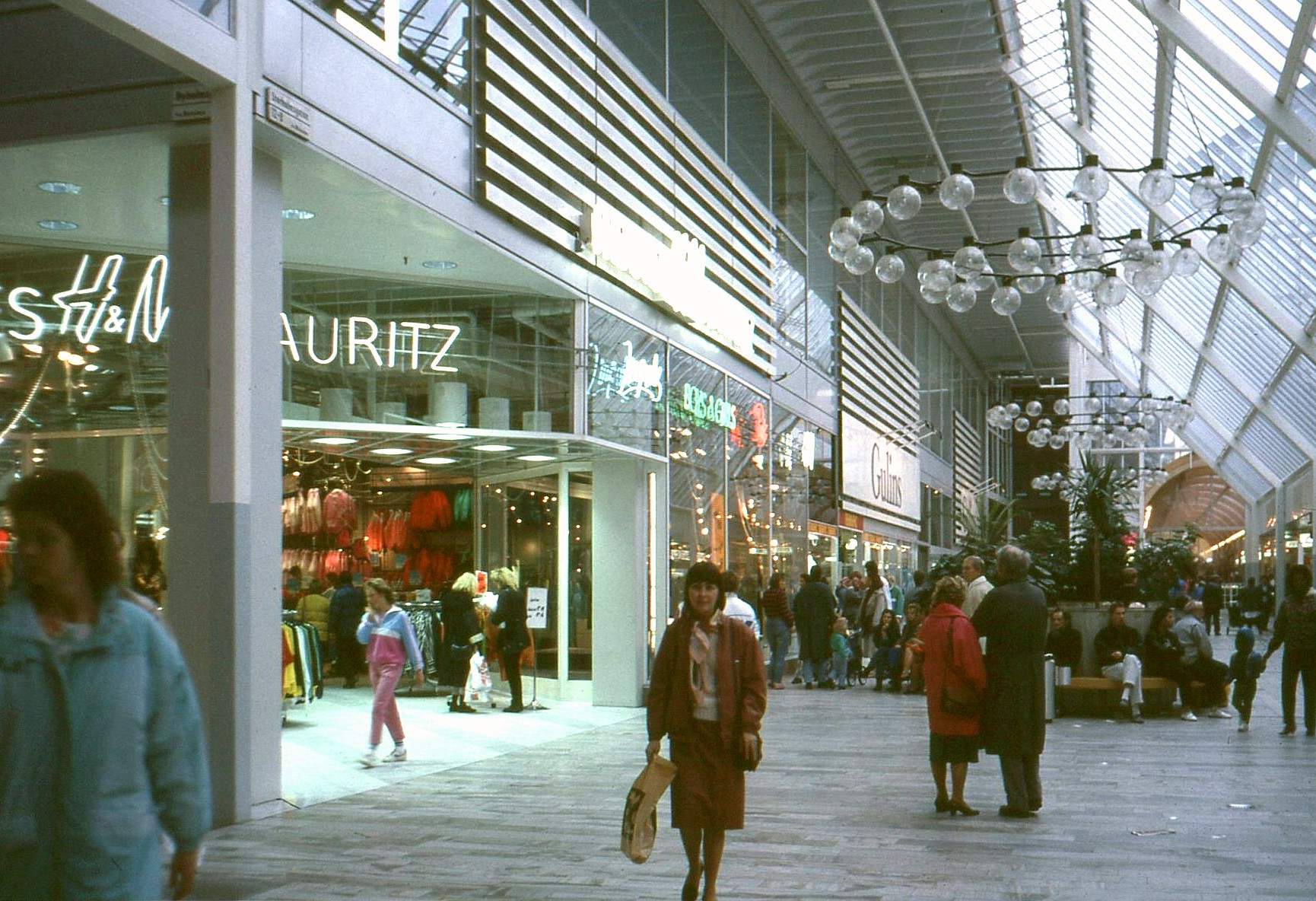
Första inglasningen utfördes 1986.
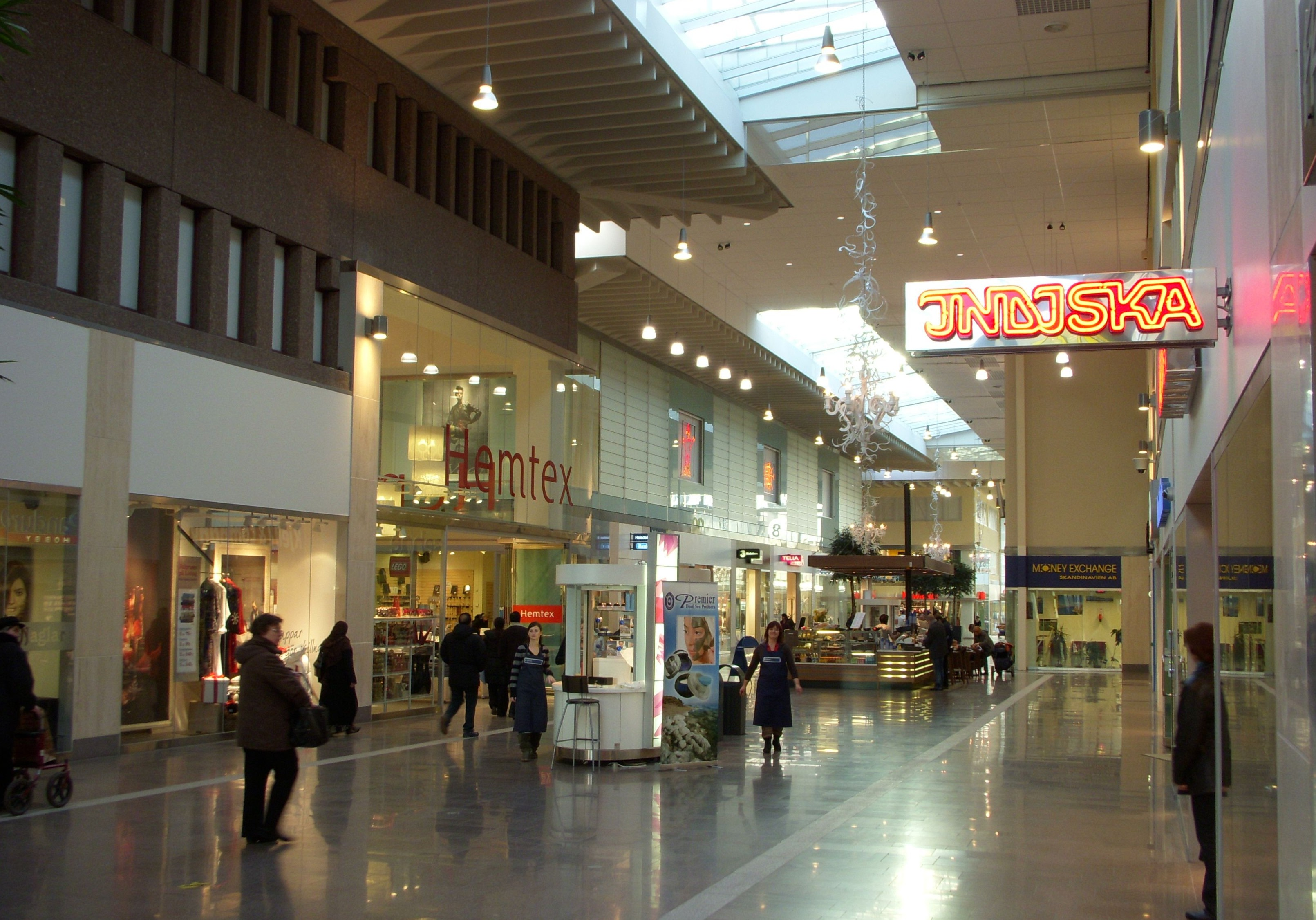
Inglasningen från 2008.
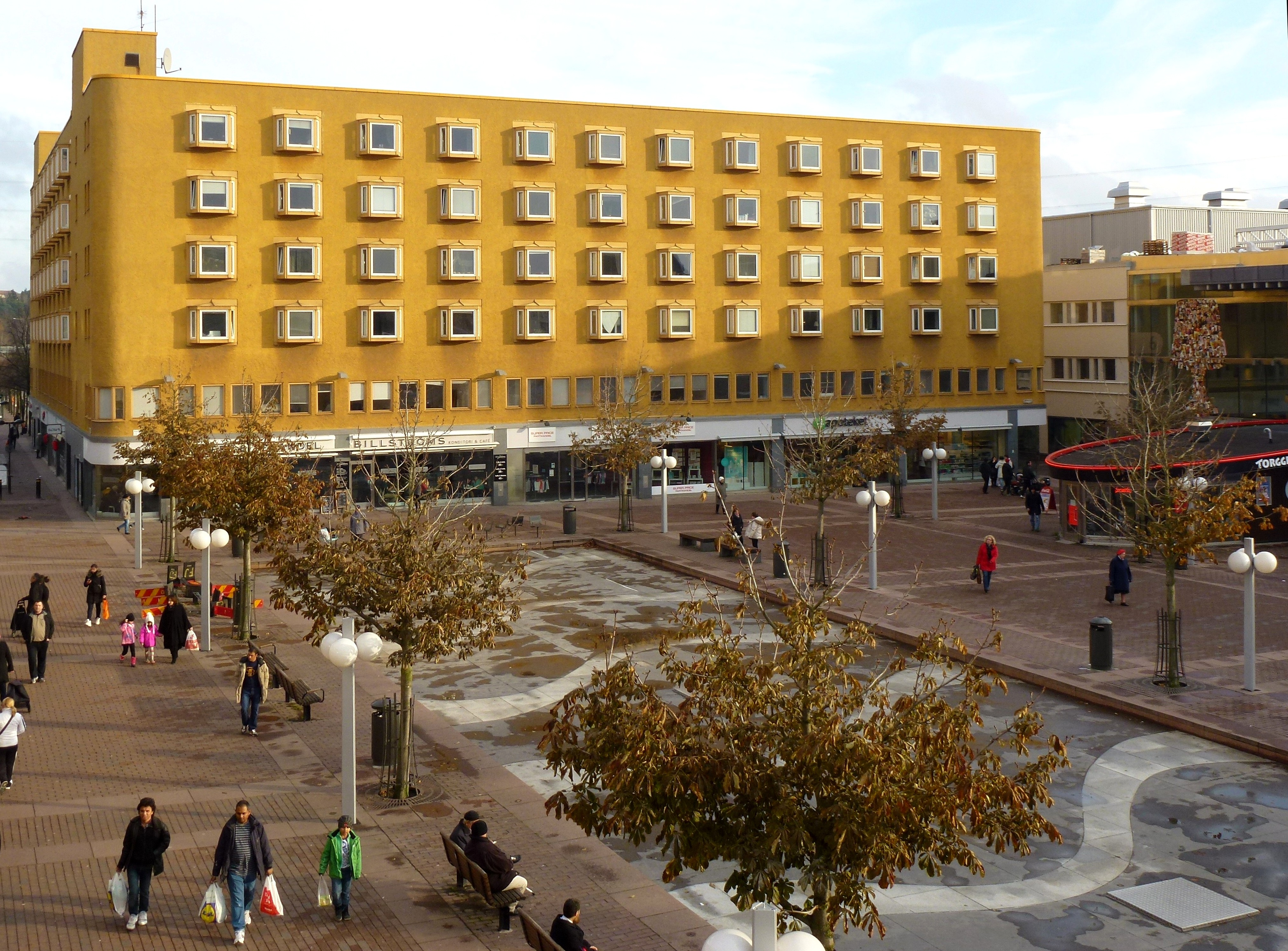
Torget med torghandel 2012, i bakgrunden syns "Gula huset".
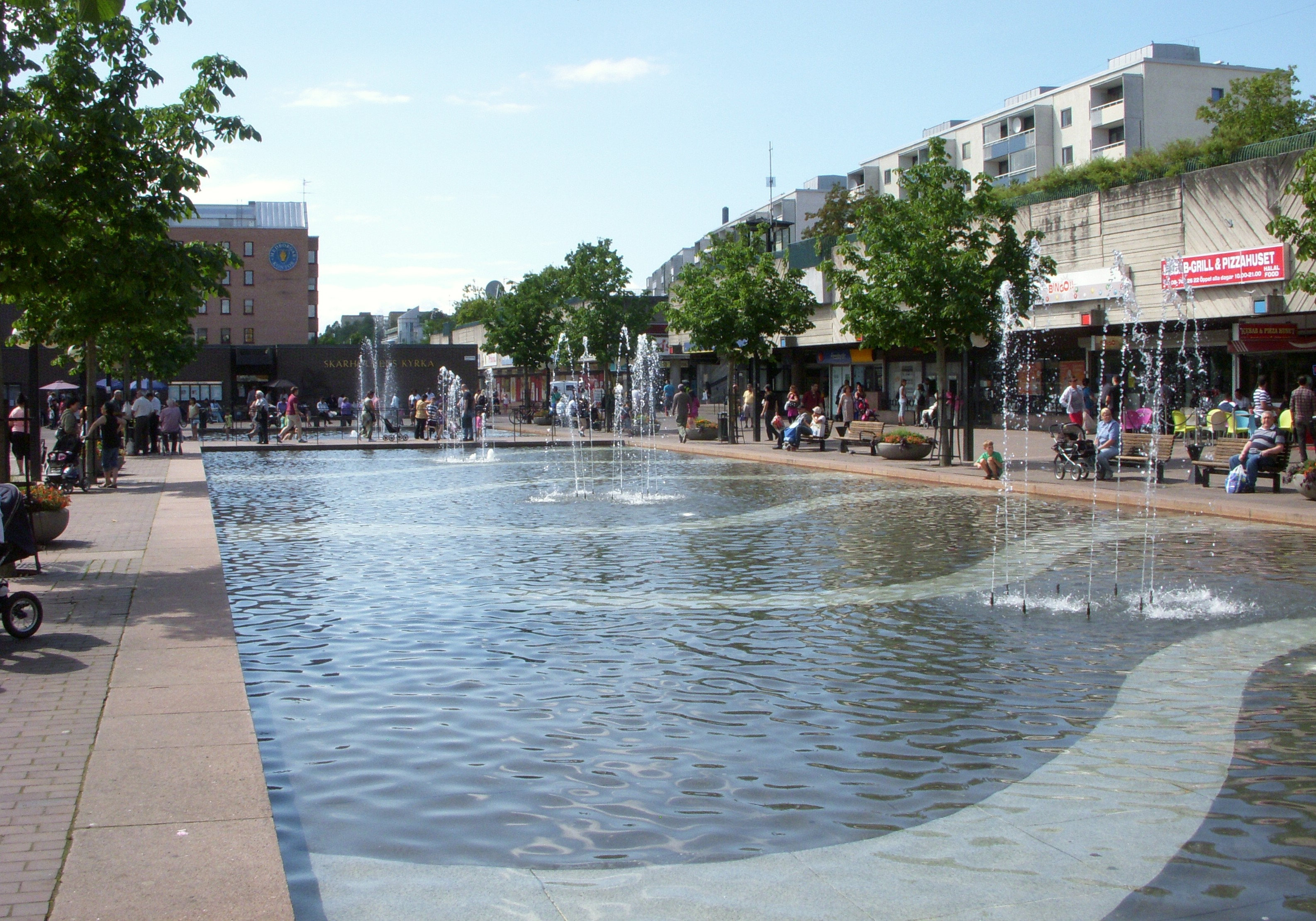
Fontänen och plaskdammen på torget 2012.
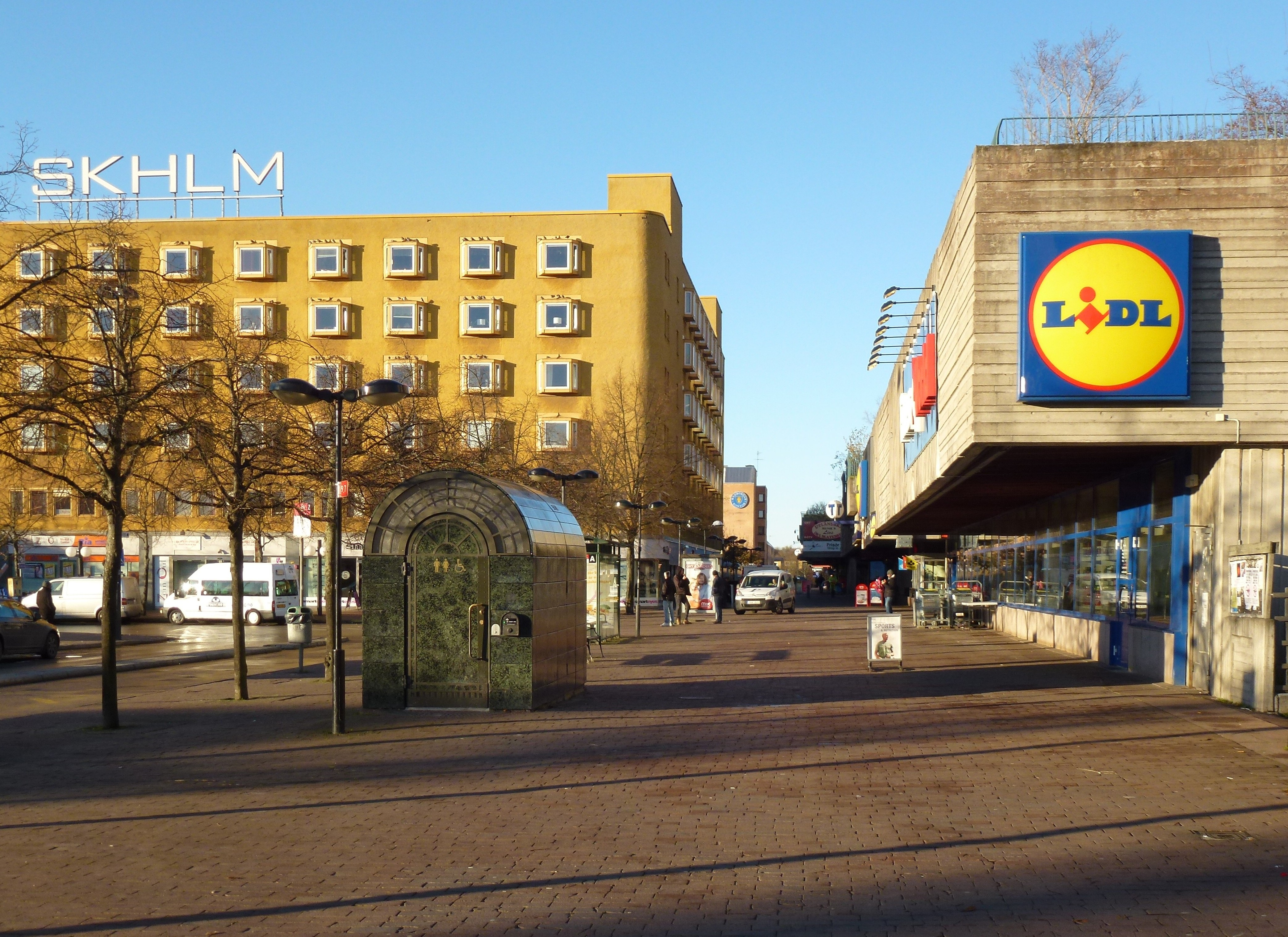
Skärholmsgången, vy mot väst "Gula huset" till vänster, 2012.

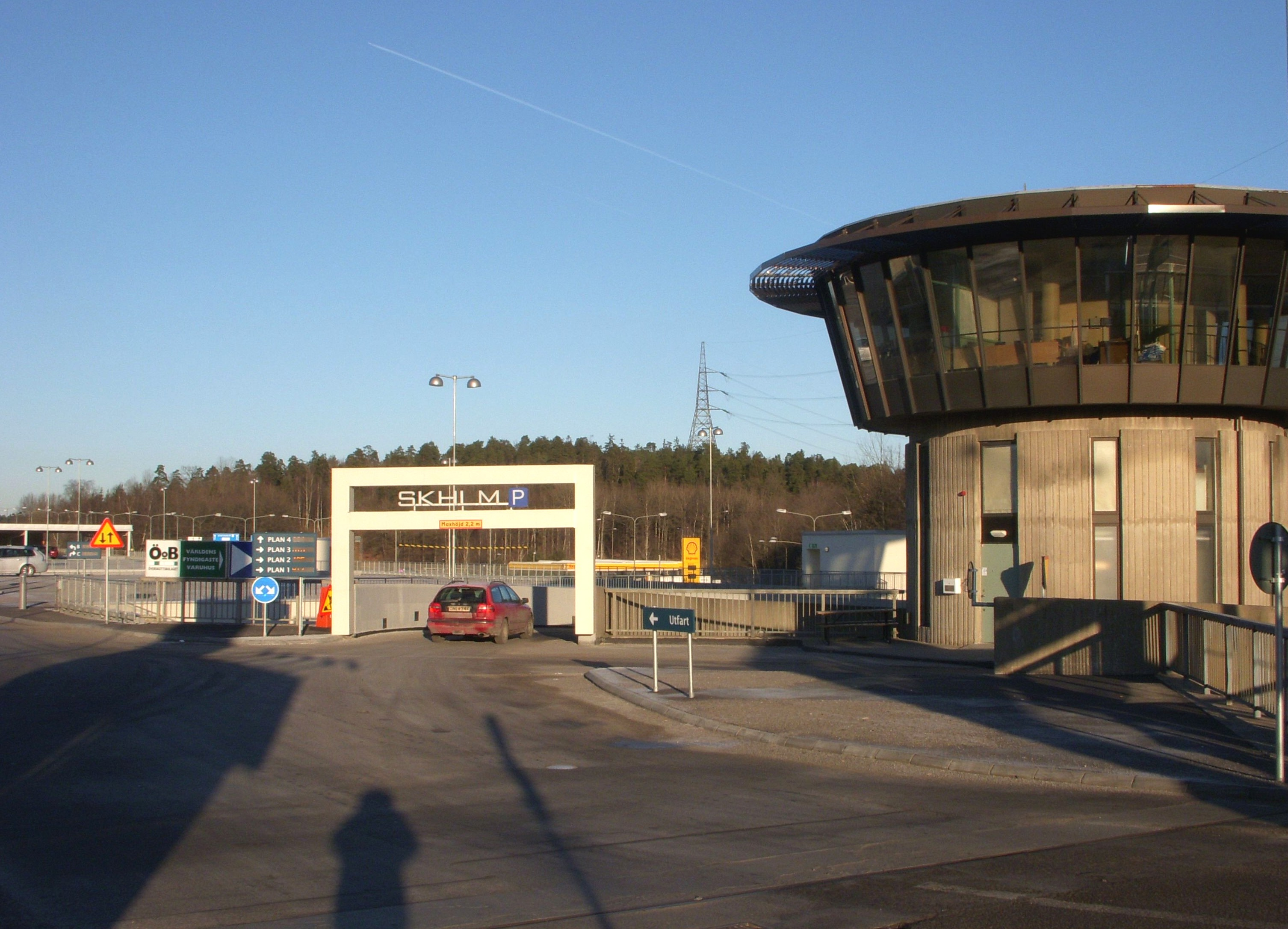
Skärholmens parkeringshus med övervakningstorn, 2009.
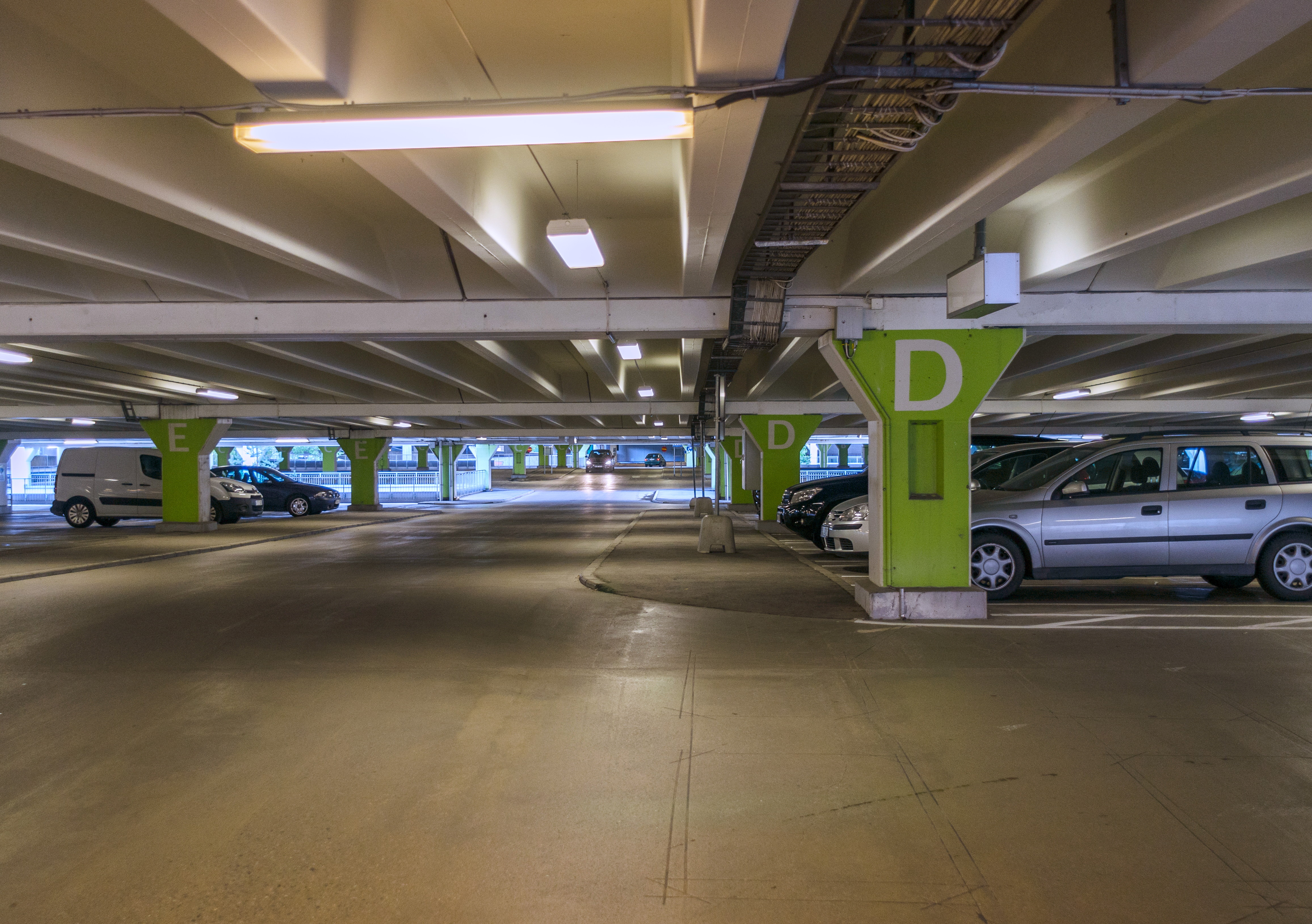
Skärholmens parkeringshus, 2014.
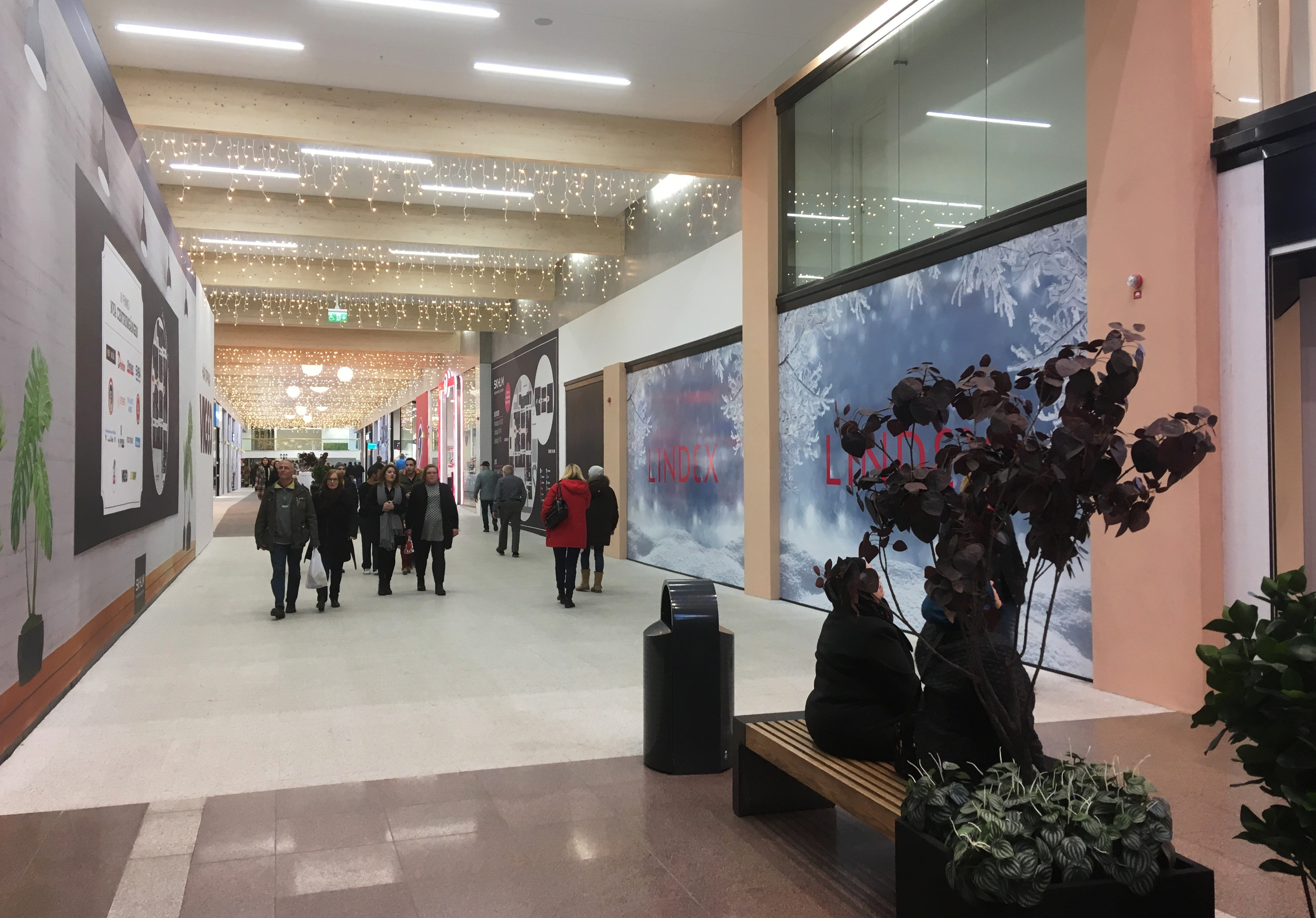
Nya shoppingstråket invigdes 2017.
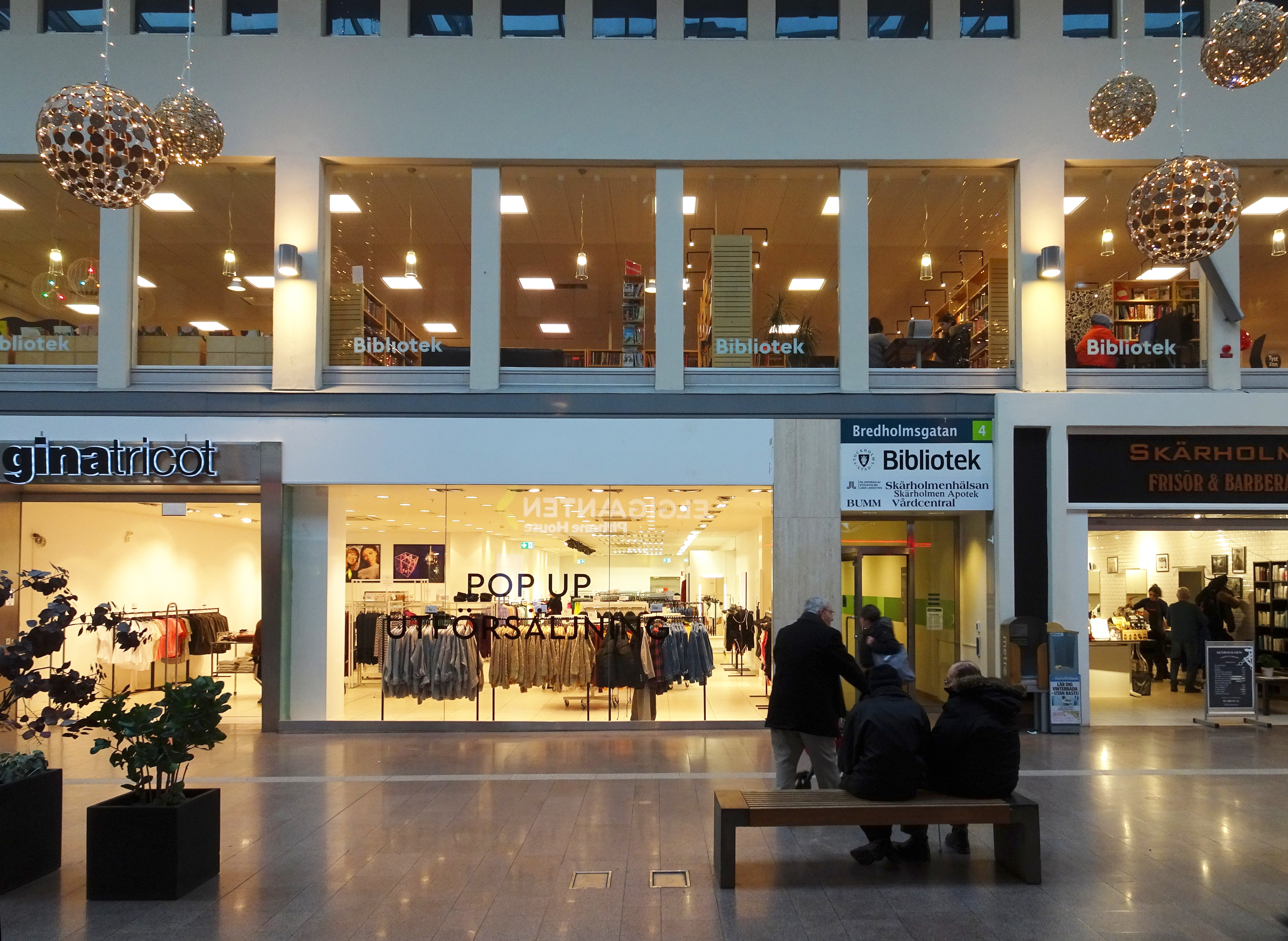
Bredholmsgången, här hade tidigare biografen Vågen sin ingång. På våning 1 trappa ligger Skärholmens bibliotek.
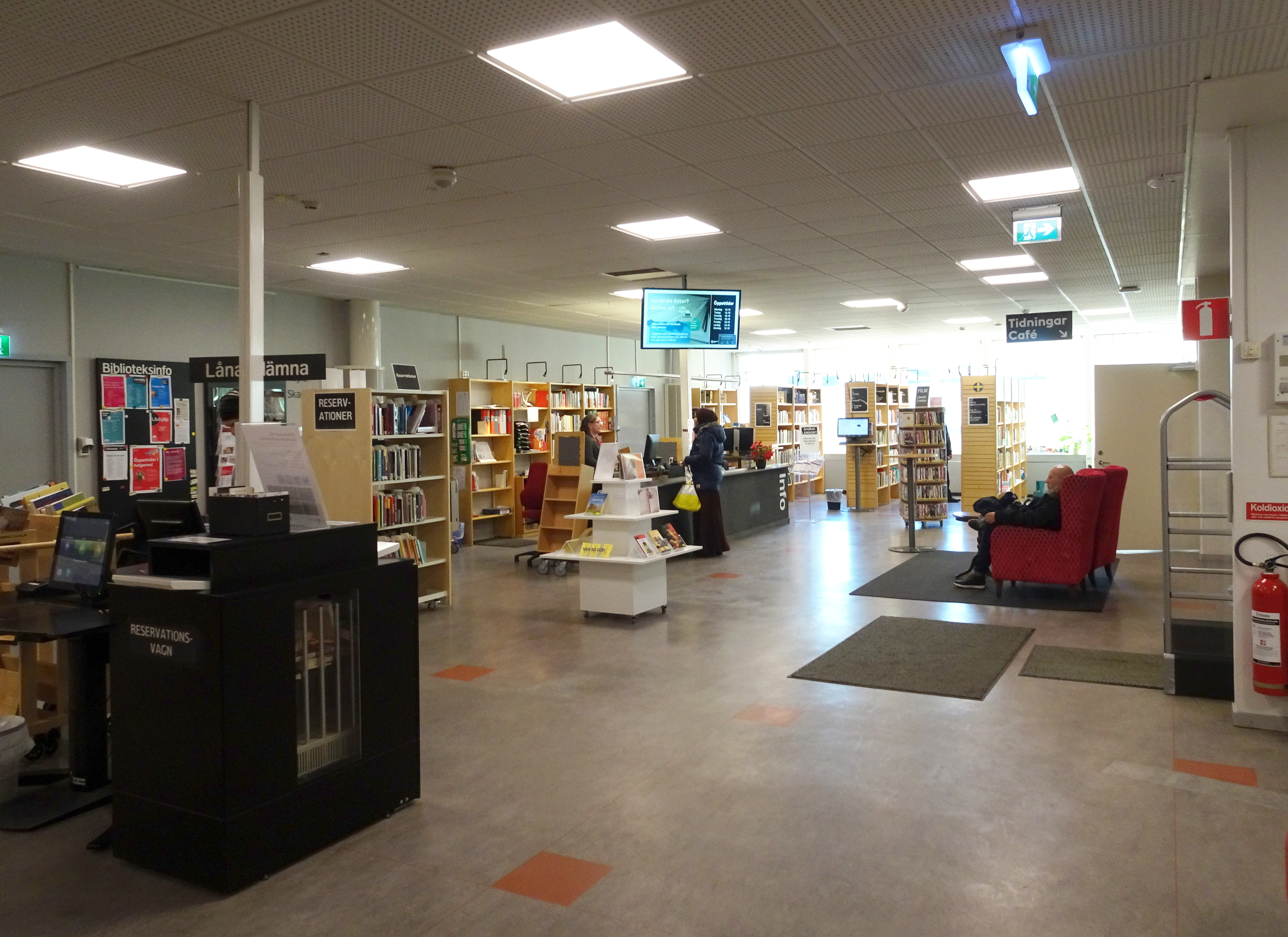
Skärholmens bibliotek, reception med boklån och återlämning, 2019.
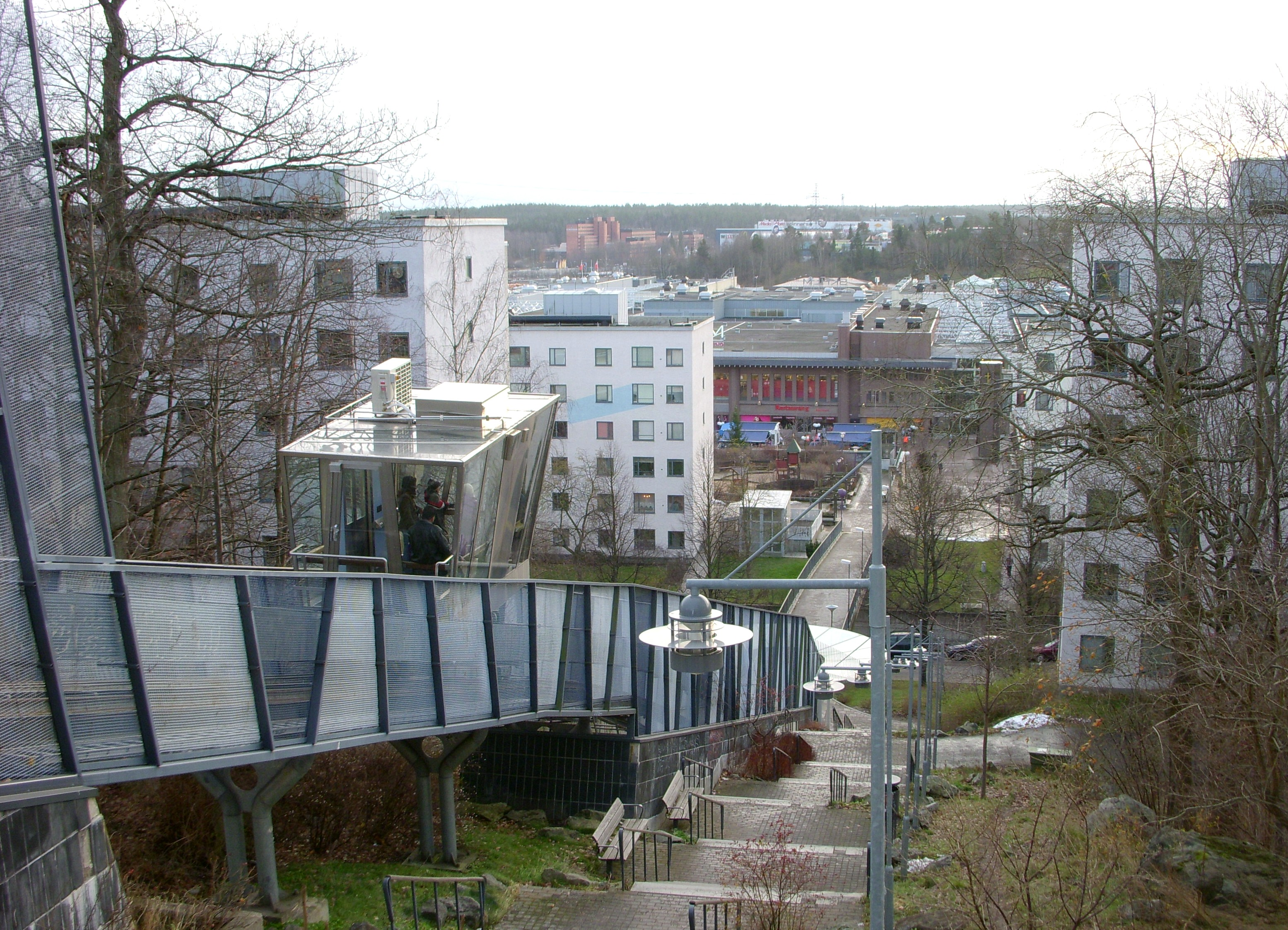
Skärholmens bergbana till Ekholmshöjden.